# 第8回ワシントンD.C.映画批評家協会賞
8th WAFCA Awards

2009年
 マイレージ、マイライフ 
第8回ワシントンD.C.映画批評家協会賞は、2009年12月に行われた。

## 受賞とノミネート一覧
太字が受賞。

### 作品賞
- 『マイレージ、マイライフ』
  - 『ハート・ロッカー』
  - 『イングロリアス・バスターズ』
  - 『プレシャス』
  - 『カールじいさんの空飛ぶ家』

### 監督賞
- キャスリン・ビグロー - 『ハート・ロッカー』
  - リー・ダニエルズ - 『プレシャス』
  - クリント・イーストウッド - 『インビクタス/負けざる者たち』
  - ジェイソン・ライトマン - 『マイレージ、マイライフ』
  - クエンティン・タランティーノ - 『イングロリアス・バスターズ』

### 主演男優賞
- ジョージ・クルーニー - 『マイレージ、マイライフ』
  - コリン・ファース - 『シングルマン』
  - モーガン・フリーマン - 『インビクタス/負けざる者たち』
  - ヴィゴ・モーテンセン - 『ザ・ロード』
  - ジェレミー・レナー - 『ハート・ロッカー』

### 主演女優賞
- キャリー・マリガン - 『17歳の肖像』
  - サンドラ・ブロック - 『しあわせの隠れ場所』
  - マーヤ・ルドルフ - 『お家をさがそう』
  - ガボレイ・シディベ - 『プレシャス』
  - メリル・ストリープ - 『ジュリー&ジュリア』

### 助演男優賞
- クリストフ・ヴァルツ - 『イングロリアス・バスターズ』
  - ウディ・ハレルソン - 『メッセンジャー』
  - アンソニー・マッキー - 『ハート・ロッカー』
  - アルフレッド・モリーナ - 『17歳の肖像』
  - スタンリー・トゥッチ - 『ラブリーボーン』

### 助演女優賞
- モニーク - 『プレシャス』
  - ヴェラ・ファーミガ - 『マイレージ、マイライフ』
  - アナ・ケンドリック - 『マイレージ、マイライフ』
  - ジュリアン・ムーア - 『シングルマン』
  - サマンサ・モートン - 『メッセンジャー』

### 脚色賞
- 『マイレージ、マイライフ』 - ジェイソン・ライトマン、シェルドン・ターナー
  - 『17歳の肖像』 - ニック・ホーンビィ
  - 『しあわせの隠れ場所』 - ジョン・リー・ハンコック
  - 『プレシャス』 - ジェフリー・フレッチャー
  - 『ザ・ロード』 - ジョー・ペンホール

### 脚本賞
- 『イングロリアス・バスターズ』 - クエンティン・タランティーノ
  - 『(500)日のサマー』 - スコット・ノイスタッター、マイケル・H・ウェバー
  - 『シリアスマン』 - コーエン兄弟
  - 『ハート・ロッカー』 - マーク・ボール
  - 『カールじいさんの空飛ぶ家』 - ピート・ドクター、ボブ・ピーターソン、トム・マッカーシー

### ブレイクスルー演技賞
- ガボレイ・シディベ - 『プレシャス』
  - アナ・ケンドリック - 『マイレージ、マイライフ』
  - クリスチャン・マッケイ - 『僕と彼女とオーソン・ウェルズ』
  - キャリー・マリガン - 『17歳の肖像』
  - ジェレミー・レナー - 『ハート・ロッカー』

### キャスト賞
- 『ハート・ロッカー』
  - 『NINE』
  - 『プレシャス』
  - 『スター・トレック』
  - 『マイレージ、マイライフ』

### アニメ映画賞
- 『カールじいさんの空飛ぶ家』
  - 『コララインとボタンの魔女 3D』
  - 『ファンタスティック・Mr.FOX』
  - 『9 〜9番目の奇妙な人形〜』
  - 『崖の上のポニョ』

### ドキュメンタリー映画賞
- 『フード・インク』
  - 『アンヴィル! 夢を諦めきれない男たち』
  - 『キャピタリズム〜マネーは踊る〜』
  - 『ザ・コーヴ』
  - 『グッド・ヘアー アフロはどこに消えた?』

### 外国語映画賞
- 『闇の列車、光の旅』 ( メキシコ)
  - 『抱擁のかけら』 ( スペイン)
  - 『レッドクリフ』 ( 中国)
  - 『夏時間の庭』 ( フランス)
  - 『白いリボン』 ( オーストリア ドイツ)

### 美術監督賞
- 『NINE』
  - 『ラブリーボーン』
  - 『スター・トレック』
  - 『かいじゅうたちのいるところ』
  - 『ヴィクトリア女王 世紀の愛』